# Други горњи преткутњак
Други горњи преткутњак (лат. dens praemolaris secundus superior) заузима пето место у горњем денталном луку и налази се између првог преткутњака и првог кутњака. Овај зуб образује оклузалну јединицу са доњим другим преткутњаком и првим моларом. Обликом и функцијом је сличан првом горњем премолару, али за разлику од њега има незнатно мању и заобљенију круну, правилан знак угла и лука, само један корен и обично нема мезијални конкавитет и маргиналне фисуре. На основу ових атрибута типа горњих премолара, могуће је разликовати ова два зуба. У мастикацији други преткутњак учествује у кидању и млевењу хране, а значајан је и са становишта естетике и фонетике.
У горњој вилици постоје два друга премолара, која се обележавају на следећи начин:
- стални горњи десни други преткутњак – 15;
- стални горњи леви други преткутњак – 25.

## Круна
Круна овог зуба има облик ваљка и ужа је у мезио-дисталном правцу, него у вестибуло-оралном. Као и први преткутњак има гризну површину са квржично-гребенским и фисурним комплексом. Круна се описује из пет аспеката: букалног, палатиналног, два проксимална и оклузалног.

### Букални аспект
Букална површина је петоугаоног облика и у целини је конвексна. Максимум конвекситета се налази у средњој и цервикалној трећини, а у мезио-дисталном правцу је варијабилан. Наиме, на букалној површини налази се добро изражен букални квржични гребен, који полази од врха квржице и губи се у испупчењу цервикалне трећине. То је заправо добро изражен средњи лобус ове стране. Врх квржице је обично нагнут мезијално (правилан знак угла и лука), али може показивати и одступања. Стога је и максимум конвекситета и правац пружања гребена варијабилан. Гребен дели букалну површину на две неједнаке развојне депресије: мезијалну и дисталну. Слично лабијалној површини предњих зуба, и овде су присутне преклопне линије у цервикалној трећини и оне прате облик глеђно-цементног споја. Цервикална линија је конвексна у апикалном смеру, али је њен конвекситет мањи у односу на предње зубе.
Букална површина оклузално прелази у гризну површину, тачније букалну квржицу и формира букооклузални гребен. Гребен је врхом квржице подељен на мезијални и дистални део и дистоооклузални квржични гребен је обично дужи и равнији. 
Мезијална ивица букалне површине се спаја са мезијалним квржичним гребеном и образује мезиооклузални угао. Мезијални профил је конвексан у оклузалној и средњој, а конкаван у цервикалној трећини круне. Дистални профил је сличан мезијалном, али се висина контуре налази на споју средње и оклузалне трећине.
Оклузални профил површине је сличан као код очњака и на њему доминира врх букалне квржице. Из овог аспекта не види се палатинална квржица, јер је палатинална површина у целости мања од букалне.

### Палатинални аспект
Палатинална површина подсећа на букалну, али је заобљенија, ужа и краћа од ње. Такође је конвексна и максимум конвекситета се налази на споју оклузалне и средње трећине. Бикуспална (трансверзална) симетрала повезује врхове букалне и оралне квржице и дели ову површину на две симетричне половине. За разлику од букалне површине, овде нису присутне развојне депресије и преклопне линије. На прелазу палатиналне у лингвалну површину налази се орална квржица, која је незнатно нижа од букалне и локализована је на средини круне или нешто мезијалније.
Прелаз палатиналне у проксималне површине је заобљен, а проксимални профили су конвексни. Оклузални профил је сличан као код букалне површине.

### Проксимални аспект
Проксималне површине су облика правоугаоника, са већим буко-палатиналним промером. Мезијална површина је нешто шира, дужа и равнија од дисталне. Међутим, у зависности од карактера знака лука, ови односи се мењају. Као и код предњих зуба, ове површине конвергују орално и ка врату зуба. 
Букални профил проксималних површина је конвексан, са висином контуре у цервикалној трећини, а орални је такође у целости испупчен и максимум конвекситета се налази у средњој трећини круне. На оклузалном профилу јасно се уочавају букална и палатинална квржица, које су скоро подједнаке висине. Од врхова квржица ка централној фисури полазе триангуларни гребенови и спајају се под углом од 45º. Проксималне границе унутрашњег оклузалног поља граде мезијални и дистални маргинални гребен. Од врха квржица у мезио-дисталном правцу полазе мезијални и дистални квржични гребен и они се спајају са ивичним, градећи при томе одговарајуће углове. 
Цервикална линија је ирегуларно конвексна у оклузалном смеру.

### Оклузални аспект
Гризна површина има сличан распоред квржица и фисура као код првог преткутњака. 

#### Спољашње оклузално поље
Контура спољашњег оклузалног поља је овална, мезијални и дистални углови су јаче заобљени, а проксимални профили су скоро паралелни. Такође, букални квржични гребени и лобуси су слабије изражени.

#### Унутрашње оклузално поље
Унутрашње оклузално поље има облик трапезоида. Његову границу чини тзв. деобна линија у чији састав улазе мезијални и дистални квржични гребенови и слободне ивице маргиналних гребенова. Најкарактеристичније обележје гризне површине су квржично-гребенски и фисурни комплекс.
Од врха букалне квржице полазе четири гребена: букални (који се пружа у спољашње оклузално поље, према букалној површини), палатинални или орални (који се пружа ка централној бразди, а назива се и триангуларни) и мезијални и дистални квржични гребен (који се пружају ка одговарајућим маргиналним гребеновима). Букална квржица има и четири косе површине: мезиобукална, дистобукална, мезиолингвална и дистолингвална. Последње две су тзв. функционалне косине.
На палатиналној квржици такође се налазе слични детаљи као на букалној, а називи су им у складу са њиховим правцем пружања. Ове квржице су скоро подједнаке висине.
Проксимални гребенови чине бочне границе унутрашњег оклузалног поља. 
Главни део фисурног комплекса чини централна развојна бразда (лат. fissura centralis) која се пружа мезио-дистално и раздваја триангуларне гребене квржица и проксимално се улива у триангуларне јаме. У дубини сваке јаме налази се јамица (лат. fossula mesialis et distalis) из које извиру букална и лингвална бразда и пружају се ка теменима одговарајућих углова. За разлику од првог премолара, централна фисура овог зуба је краћа и има неправилнији облик и правац пружања, а такође је често одсутна мезиомаргинална бразда.

## Врат
Врат зуба (лат. collum dentis) се налази у пределу глеђно-цементног споја и има исту контуру као и код предњих зуба. У овом пределу налази се цервикална линија, која је конвексна на све четири површине круне.

## Корен
Корен горњег другог преткутњака је једнокрак и купастог је облика. У целости је нагнут дистално (правилан знак корена), а понекад и орално. На пресеку је овалног облика са већим буко-оралним промером. Дуж мезијалне и дисталне стране корена пружају се јасно изражене уздужне бразде.

## Димензије
| Други горњи преткутњак |                         |              |               |                    |
| Мезио-дистална ширина  | Вестибуло-орална ширина | Висина круне | Дужина корена | Укупна дужина зуба |
| 7,0 mm                   | 9,0 mm                    | 8,5 mm         | 14,0 mm         | 22,5               |

## Развој зуба
| Почетак калцификације | Комплетно формирана круна | Ницање (ерупција) | Завршен раст корена |
| --------------------- | ------------------------- | ----------------- | ------------------- |
| 2 - 21/4 године       | 6 - 7 година              | 11 - 12 година    | 12 - 14 година      |

## Варијације
Горњи други премолар показује широк опсег варијација, које се односе на:
- облик квржица,
- појаву допунског гребена,
- изглед маргиналног гребена,
- појаву ирегуларног фисурног комплекса,
- изглед круне са букалног аспекта,
- облик, величину и број коренова и др.